# Rhodostrophia quadricalcarata
Rhodostrophia quadricalcarata là một loài bướm đêm trong họ Geometridae.